# Odynerus aethiopicus
Odynerus aethiopicus är en stekelart som beskrevs av Henri Saussure. Odynerus aethiopicus ingår i släktet lergetingar, och familjen Eumenidae. Inga underarter finns listade i Catalogue of Life.